# 2012年度新城國語力頒獎禮得獎名單
2012年度新城國語力頒獎禮於2012年8月5日在香港會議展覽中心Hall 5BC舉行，主題為「音樂燃起，愛和勇氣」。

## 得獎名單

### 歌曲獎項
- 新城國語力歌曲
  - 《你根本不是我的誰》——盧凱彤
  - 《天梯》——C AllStar
  - 《孤獨患者》——陳奕迅
  - 《不屬於我的淚》——孫耀威
  - 《霧裡看花》——容祖兒
  - 《為什麼》——蔡卓妍
  - 《胡鬧》——吳克群
  - 《頑石點頭》——林峯
  - 《一天一天》——泳兒
  - 《他不是你》——鍾舒漫
  - 《有我在》——羅志祥
  - 《喘息》——張芸京
  - 《Oh Boy》——G.E.M.
  - 《兩人三腳》——王梓軒
  - 《Don't Wake Me Up》——黃貫中
  - 《澀谷》——黃鴻升
  - 《我們都傻》——楊丞琳
  - 《配角》——鄭欣宜
  - 《安全感》——陳奐仁
  - 《BB88》——方大同
  - 《說到愛》——蔡健雅
- 新城國語力熱爆K歌
  - 《正好》——容祖兒
  - 《全職宅男》——羅力威
  - 《學不會》——林俊傑
- 新城國語力跳舞歌曲獎
  - 《Sexy Body》——Boy'z
  - 《李小龍》——AK
  - 《Dance》——Lollipop F
- 新城國語力合唱歌曲
  - 《我的愛傷了風》——陳思彤、王柯淇
  - 《知己》——許廷鏗、吳若希
  - 《自以為》——方大同、徐佳瑩
- 新城國語力原創歌曲
  - 《搖籃曲》——朱紫嬈
  - 《越開心越寂寞》——李克勤
  - 《水漫金山》——岳微
  - 《沸騰的心》——李紫昕
  - 《Stay With You Tonight》——林奕匡
  - 《錯配》——周柏豪
  - 《留不下來》——糖兄妹
  - 《不停夢想》——涂紫凝
  - 《我不要》——宋靖宇
- 新城國語力熱播冠軍歌曲大獎
  - 《破繭》——蘇永康
- 新城國語力年度歌曲大獎
  - 《正好》——容祖兒
- 新城國語力全球最受歡迎歌曲
  - 《那些年》——胡夏

### 專輯獎項
- 新城國語力專輯
  - 《Déjà Vu 夢空間》——小琳
  - 《誰是陳奐仁》——陳奐仁
- 新城國語力年度專輯
  - 《15》——方大同
  - 《說到愛》——蔡健雅
- 新城國語力全球銷量大獎
  - 《有我在》——羅志祥

### 新人獎項
- 新城國語新勢力歌手
  - 梁佑嘉
  - 鄒文正
  - 亢帥克
  - 陳姿言
- 新城國語新勢力組合
  - AOA
  - Super Girls
- 新城國語新勢力樂團
  - 奇翼果手機樂隊
- 新城國語力男新人王
  - 許廷鏗
- 新城國語力女新人王
  - 林欣彤
- 新城國語力創作新人王
  - 鄭嘉嘉
  - 岳薇
- 新城國語力海外新人王
  - 陳芳語
- 新城國語力組合新人王
  - 東于哲

### 創作獎項
- 新城國語力製作人大獎
  - 林俊傑
- 新城國語力創作歌手
  - 韋禮安
  - 鄧福如
  - Kellyjackie
  - 馮曦妤
  - 周柏豪
  - 郭易
- 新城國語力亞洲創作歌手
  - 陳奐仁
  - 林俊傑
  - 方大同

### 歌手獎項
- 新城國語力人氣偶像
  - 洪卓立
  - 鄧福如
  - 周湯豪
  - 江若琳
  - 倪安東
- 新城國語力躍進歌手
  - 朱紫嬈
  - 李蘊
  - 區文詩
  - 賈曉晨
- 新城國語力跳唱組合
  - AK
- 新城國語力流行爵士歌手
  - 小琳
- 新城國語力優秀演繹獎
  - 丁噹
  - 林育羣
- 新城國語力搖滾歌手
  - 盧凱彤
  - 張萌萌
- 新城國語力優秀演繹獎
  - 羅力威
  - 王梓軒
  - 林育群
  - 倪安東
- 新城國語力火熱搭擋
  - 羅志祥、楊丞琳
- 新城國語力女歌手
  - 蔡卓妍
  - 張芸京
  - G.E.M.
- 新城國語力男歌手
  - 孫耀威
  - 黃鴻升
  - 林育群
- 新城國語力組合
  - C AllStar
  - 糖兄妹
- 新城國語力全國最受歡迎偶像
  - 林峯
  - 楊丞琳
  - 胡夏
- 新城國語力全國最受歡迎歌手
  - 蘇永康
  - 吳克群
  - 羅志祥
  - 方大同
- 新城國語力全國最受歡迎組合
  - Lollipop F
- 新城國語力亞洲人氣偶像
  - 林峯
  - 蔡卓妍
  - 林俊傑
- 新城國語力亞洲歌手
  - 蘇永康
  - 李克勤
  - 楊丞琳
- 新城國語力亞洲搖滾歌手獎
  - 黃貫中
- 新城國語力亞洲跳唱組合
  - Lollipop F
- 新城國語力亞洲跳唱歌手
  - 陳偉霆
- 新城國語力殿堂歌手大獎
  - 葉蒨文
  - 邰正宵
- 新城國語力年度歌手
  - G.E.M.
- 新城國語力全球至尊舞台大獎
  - 陳奕迅
- 新城國語力全球最受歡迎至尊歌手大獎
  - 陳奕迅
  - 容祖兒
  - 羅志祥
  - 蔡健雅